# Verneigette
La Verneigette est un ruisseau français du département de la Creuse, en région Nouvelle-Aquitaine, affluent de la Voueize et sous-affluent de la Loire par la Tardes et le Cher.

## Géographie
La Verneigette prend sa source dans le quart nord-est du département de la Creuse à 535 mètres d'altitude, sur la commune de Nouhant, à 500 mètres au nord du lieu-dit le Malvaud.
Elle prend la direction du sud et après cinq kilomètres et demi, reçoit sur sa gauche le ruisseau du Compas. Elle oblique vers le sud-ouest et passe au sud du bourg de Nouhant puis sous la route départementale (RD) 66. Trois kilomètres et demi plus loin, elle est franchie par la RD 917. Un kilomètre après, elle passe au sud-est du bourg de Verneiges et prend la direction du sud. Après trois autres kilomètres, elle reçoit sur sa droite le ruisseau de l'Étang de Commau puis passe sous la RD 100. Elle s'écoule ensuite à l'est du bourg d'Auge et est franchie par la route nationale 145. Elle reçoit en rive gauche le ruisseau de la Pêcherie des Tailles, passe sous la RD 55 et, 200 mètres plus loin, rejoint la Voueize en rive gauche à 369 mètres d'altitude, sur la commune de Lussat, 250 mètres à l'ouest du pont Bredeix et moins de 500 mètres à l'est du village de Varennes.
S'écoulant globalement du nord-nord-est vers le sud-sud-ouest, la Verneigette est longue de 21,27 km. Avec un dénivelé de 166 mètres, sa pente moyenne s'établit à 7,80 mètres par kilomètre.

### Communes et département traversés
La Verneigette arrose quatre communes de l'arrondissement d'Aubusson dans le département de la Creuse, soit d'amont vers l'aval : Nouhant (source), Verneiges, Auge et Lussat (confluence avec la Voueize).

### Affluents et nombre de Strahler
Parmi les seize affluents de la Verneigette répertoriés par le Sandre, cinq dépassent deux kilomètres de long. D'amont vers l'aval se succèdent :
- le ruisseau du Compas en rive gauche, long de 2,75 km[2] ;
- un ruisseau sans nom en rive droite qui contourne Bellefaye (commune de Soumans) par l'ouest, long de 4,46 km[3] ;
- un autre ruisseau sans nom en rive droite qui arrose le bourg de Verneiges, long de 4,23 km[4] ;
- le ruisseau de l'Étang de Commau en rive droite, long de 2,34 km[5] ;
- le ruisseau de la Pêcherie des Tailles en rive gauche, long de 3,91 km[6].

Les trois principaux affluents de la Verneigette ayant des affluents mais aucun sous-affluent, le nombre de Strahler de la Verneigette est donc de trois.

### Bassin versant
Le bassin versant de la Verneigette fait partie de la zone hydrographique : « La Voueize de la Goze (non comprise) à la Verneigette (comprise) », au sein du bassin DCE beaucoup plus étendu « La Loire, les cours d'eau côtiers vendéens et bretons ».
Outre les quatre communes arrosées par la Verneigette, le bassin versant en concerne cinq autres :
- Bord-Saint-Georges, où le ruisseau de l'Étang de Commau prend sa source[5] ;
- Lamaids, où le ruisseau du Compas prend sa source[2] ;
- Lépaud, où le ruisseau de la Pêcherie des Tailles prend sa source[6] ;
- Saint-Martinien, où un petit affluent sans nom prend sa source au lieu-dit la Prairie[7] ;
- Soumans où un affluent sans nom qui arrose le bourg de Verneiges prend sa source[4].

## Environnement
Sur les trois derniers kilomètres de son cours, la Verneigette s'écoule sur le territoire d'une zone naturelle d'intérêt écologique, faunistique et floristique (ZNIEFF) de type 1 « prairies et mares de la Voueize à Lussat » qui s'étend sur 777 hectares.
Ce site est remarquable par la présence de dix espèces déterminantes d'animaux (un amphibien, trois insectes, un mammifère, un mollusque et quatre poissons) et huit de plantes phanérogames.
À cet endroit, la ZNIEFF de type 1 est elle-même incluse dans une ZNIEFF de type 2 « vallée de la Voueize à l'amont de Chambon » qui s'étend sur 648.94 hectares.
Ce site est remarquable par la présence de sept espèces déterminantes d'animaux (un amphibien, quatre oiseaux et deux poissons) et dix de plantes phanérogames.

## Galerie de photos

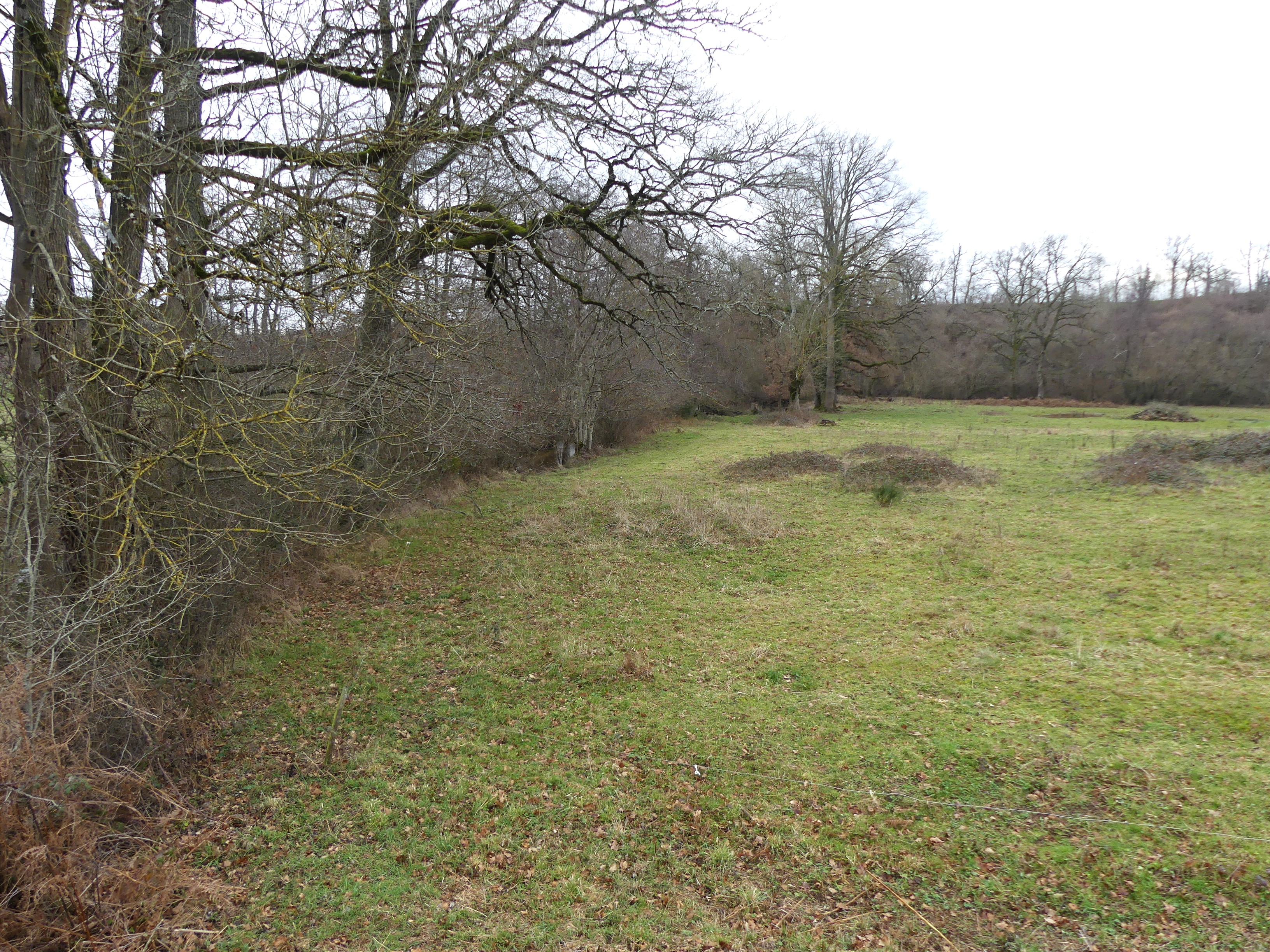
La vallée de la Verneigette au pont de la RD 55.
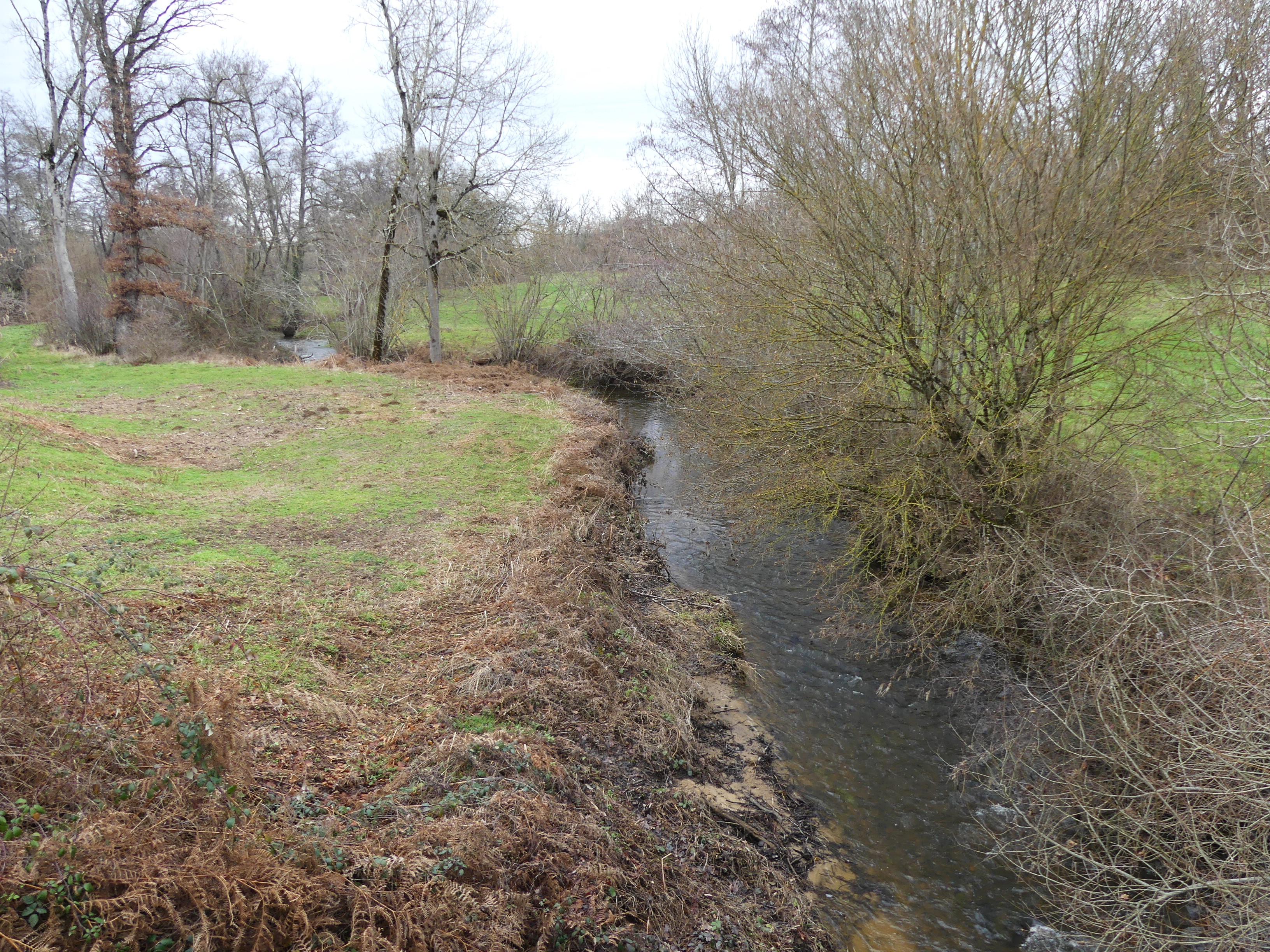
La Verneigette au pont de la RD 55. Vue prise en direction de l'amont.